# Emil Holm
Emil Alfons Holm (Gotemburgo, Suecia, 13 de mayo de 2000) es un futbolista sueco. Juega de defensa y su equipo es el Bologna F. C. 1909 de la Serie A de Italia.

## Trayectoria
En enero de 2021 se unió al SønderjyskE danés. El 27 de agosto de ese año, fue transferido al Spezia italiano, club del mismo dueño, aunque permaneció en Dinamarca a préstamo por el resto de la temporada.
En junio de 2024, tras un año cedido en el Atalanta B. C., fichó por el Bologna F. C. 1909.

## Selección nacional
Holm fue internacional en categorías inferiores por Suecia.
Debutó con la selección de Suecia el 16 de noviembre de 2022 ante México en un encuentro amistoso que terminó en victoria por 2-1.

## Estadísticas
Actualizado al último partido disputado el 24 de mayo de 2025.
| Club                        | Div.          | Temporada     | Liga  | Liga  | Copas nacionales | Copas nacionales | Copas internacionales | Copas internacionales | Total | Total |
| Club                        | Div.          | Temporada     | Part. | Goles | Part.            | Goles            | Part.                 | Goles                 | Part. | Goles |
| --------------------------- | ------------- | ------------- | ----- | ----- | ---------------- | ---------------- | --------------------- | --------------------- | ----- | ----- |
| IFK Göteborg · Suecia       | 1.ª           | 2019          | 11    | 0     | 4                | 0                | —                     | —                     | 15    | 0     |
| IFK Göteborg · Suecia       | 1.ª           | 2020          | 26    | 2     | 1                | 0                | 1                     | 0                     | 28    | 2     |
| IFK Göteborg · Suecia       | Total club    | Total club    | 37    | 2     | 5                | 0                | 1                     | 0                     | 43    | 2     |
| SønderjyskE Dinamarca       | 1.ª           | 2020-21       | 14    | 3     | 4                | 2                | —                     | —                     | 18    | 5     |
| SønderjyskE Dinamarca       | 1.ª           | 2021-22       | 25    | 3     | 1                | 0                | —                     | —                     | 26    | 3     |
| SønderjyskE Dinamarca       | Total club    | Total club    | 39    | 6     | 5                | 2                | 0                     | 0                     | 44    | 8     |
| Spezia Calcio · Italia      | 1.ª           | 2022-23       | 20    | 1     | 3                | 0                | —                     | —                     | 23    | 1     |
| Spezia Calcio · Italia      | Total club    | Total club    | 20    | 1     | 3                | 0                | 0                     | 0                     | 23    | 1     |
| Atalanta B. C. · Italia     | 1.ª           | 2023-24       | 22    | 1     | 3                | 0                | 7                     | 0                     | 32    | 1     |
| Atalanta B. C. · Italia     | Total club    | Total club    | 22    | 1     | 3                | 0                | 7                     | 0                     | 32    | 1     |
| Bologna F. C. 1909 · Italia | 1.ª           | 2024-25       | 21    | 1     | 4                | 0                | 4                     | 0                     | 29    | 1     |
| Bologna F. C. 1909 · Italia | Total club    | Total club    | 21    | 1     | 4                | 0                | 4                     | 0                     | 29    | 1     |
| Total carrera               | Total carrera | Total carrera | 139   | 11    | 20               | 2                | 12                    | 0                     | 171   | 13    |

## Palmarés

### Títulos nacionales
| Título         | Club               | País   | Año     |
| -------------- | ------------------ | ------ | ------- |
| Copa de Suecia | IFK Göteborg       | Suecia | 2019-20 |
| Copa Italia    | Bologna F. C. 1909 | Italia | 2024-25 |

### Títulos internacionales
| Título                 | Equipo         | Sede   | Año     |
| ---------------------- | -------------- | ------ | ------- |
| Liga Europa de la UEFA | Atalanta B. C. | Dublín | 2023-24 |